# Hysteropterum bistriatum
Hysteropterum bistriatum är en insektsart som beskrevs av Caldwell 1945. Hysteropterum bistriatum ingår i släktet Hysteropterum och familjen sköldstritar. Inga underarter finns listade i Catalogue of Life.